# Stephen Graham
Stephen Graham (* 3. srpna 1973 Kirkby, Anglie) je britský herec, režisér, scenárista a producent. Je znám především jako herec v anglickém dramatu This is England a následujících dílech volné série nebo jako autor a herec seriálu Adolescent. Účinkoval také v řadě hollywoodských snímků jako Gangy v New Yorku, několika dílech Pirátů z Karibiku nebo sérii Venom.

## Život
Vyrůstal ve městě Kirkby, v hrabství Lancashire. Byl vychován matkou, sociální pracovnicí a otcem, automechanikem, který se později stal pediatrem. V Kirby navštěvoval základní školu Overdale Primary School, kde jej herec Andrew Schofield zahlédl v představení Ostrov pokladů a doporučil mu věnovat se herectví.

## Tvorba
Hereckou kariéru začal v roce 1990, výrazněji se prosadil až po roce 2000, kdy se objevil v jedné z rolí gangsterské komedie Podfu(c)k (2000) nebo historickém dramatu Gangy z New Yorku (2003). Graham se dostal do širšího povědomí rolí Andrew "Combo" Gascoigna ve filmu This is England (Tohle je Anglie) v roce 2002. Na tento film pak navázala volná série This Is England '86, This Is England '88, and This Is England '90. Následně si zahrál také v seriálech Gangy z Birminghamu (Peaky Blinders), ale i v holywoodských filmech, jako jsou Piráti z Karibiku: Na vlnách podivna, Piráti z Karibiku: Salazarova pomsta nebo Venom 2: Carnage přichází či Venom: Poslední tanec.
V roce 2025 mělo na Netflixu premiéru dlouho očekávané drama, minisérie Adolescent (Adolescence), kterou Graham napsal společně s Jackem Thornem a také byl jedním z producentů a zahrál si hlavní postavu, instalatéra Eddie Millera.
Objevil se také v řadě videoklipů, například v klipu I Remember od kanadských umělců Deadmau5 a Kaskade nebo Spit on You Sama Fendera.

## Filmografie (výběr)

### Herec
- 1990 – Dancin' Thru the Dark
- 1994 – Joint Venture – rakouský film
- 2000 – Podfu(c)k (The Snatch)
- 2001 – Dohola
- 2001 – Bratrstvo neohrožených – seriál HBO
- 2003 – Gangy v New Yorku
- 2006 – This is England
- 2009 – Veřejní nepřátelé
- 2010 – Impérium: Mafie v Atlantic City – seriál HBO
- 2010 – Londýnský gangster
- 2010 – This Is England '86
- 2011 – This Is England '88
- 2011 – Piráti z Karibiku: Na vlnách podivna
- 2011 – Jeden musí z kola ven
- 2015 – This Is England '90 – seriál BBC
- 2017 – Smrtihlav
- 2017 – Piráti z Karibiku: Salazarova pomsta
- 2019 – Irčan
- 2019 – Hellboy: Královna krve
- 2019 – Rocketman
- 2019 – The Virtues – seriál Channel 4
- 2020 – Greyhound
- 2020 – Code 404 – seriál
- 2021 – Venom 2: Carnage přichází
- 2021 – Severní vody – seriál HBO
- 2021 – Bod varu (Boiling Point)
- 2022 – Gangy z Birminghamu (Peaky Blinders) – seriál Channel 4
- 2023 – Boiling point – seriál
- 2024 – Blitz
- 2024 – Dívka a moře (Young Woman and the Sea)
- 2024 – Venom: Poslední tanec
- 2025 – Adolescent (Adolescence) – televizní minisérie
- 2025 – Tisíc ran (A Thousand Blows) – seriál Disney+
- 2025 – The Immortal Man: A Peaky Blinders Film

### Scenárista
- 2025 – Adolescent (Adolescence) – televizní minisérie

### Producent
- 2023 – Boiling point – seriál
- 2025 – Adolescent (Adolescence) – televizní minisérie

## Zajímavosti
- Je držitelem Řádu britského impéria (OBE), který obdržel v roce 2023[5]
- Společně se svou ženou Hannah Walters založili v roce 2020 produkční společnost Matriarch Productions[6]